# Diogo de Vasconcelos
Diogo Luís de Almeida Pereira de Vasconcelos (Mariana, 8 maggio 1843 – Belo Horizonte, giugno 1927) è stato uno storico e politico brasiliano.

## Biografia
Fu eletto varie volte deputato-generale nel Secondo Impero del Brasile.
Scrisse i libri História antiga de Minas Gerais (1904) e História média de Minas Gerais (1918). Nel 1938 fu dato il suo nome all'antico distretto di São Domingos, del comune di Mariana, nel Minas Gerais.